# Agim Çeku
Agim Çeku, född den 29 oktober 1960 i Peja i Kosovo, är en albansk politiker. Çeku tjänstgjorde som officer i Kroatiska självständighetskriget, och var även befälhavare i Kosovokriget.